# Kirango Ba
Kirango Ba ou Kirango-Being Diarra  est un roi du royaume bambara de Ségou, il a succédé son frère Tiéfolo Diarra en 1840 jusqu'en 1848. Son frère Nalenkoma lui succède.